# Resolutie 356 Veiligheidsraad Verenigde Naties
Resolutie 356 van de Veiligheidsraad van de Verenigde Naties werd aangenomen op 12 augustus 1974. Dat gebeurde op de 1791ste vergadering van de Raad.

## Achtergrond
Op 24 september 1973 verklaarde Guinee-Bissau zich onafhankelijk van Portugal.

## Inhoud
De Veiligheidsraad had de aanvraag van Guinee-Bissau voor VN-lidmaatschap bestudeerd, en beval de Algemene Vergadering aan om het land toe te laten als VN-lidstaat.

## Verwante resoluties
- Resolutie 351 Veiligheidsraad Verenigde Naties (Bangladesh)
- Resolutie 352 Veiligheidsraad Verenigde Naties (Grenada)
- Resolutie 372 Veiligheidsraad Verenigde Naties (Kaapverdië)
- Resolutie 373 Veiligheidsraad Verenigde Naties (Sao Tomé en Principe)

Lijst ·  345 ·  346 ·  347 ·  348 ·  349 ·  350 ·  351 ·  352 ·  353 ·  354 ·  355 ·  356 ·  357 ·  358 ·  359 ·  360 ·  361 ·  362 ·  363 ·  364 ·  365 ·  366